# كلية التربية بجامعة الملك سعود
كلية التربية هي إحدى الكليات التابعة لجامعة الملك سعود في مدينة الرياض. بدأت الكلية عملها في العام الدراسي 1386/1387هــ (1966/1967م) تابعة لوزارة المعارف (وزارة التعليم حالياً) ثم انضمت إلى جامعة الملك سعود.

## الأقسام الأكاديمية
- الدراسات الإسلامية
- الدراسات القرآنية
- المناهج وطرق التدريس
- تقنيات التعليم
- علم النفس
- التربية الفنية
- التربية الخاصة
- الإدارة التربوية
- السياسات التربوية
- الطفولة المبكرة

## البحث العلمي
المراكز والكراسي البحثية:
- مركز تدريب القيادات التربوية
- مركز التميز البحثي لتدريس العلوم والرياضيات
- الجمعية السعودية للعلوم التربوية والنفسية جستن
- الجمعية السعودية للتربية الخاصة
- مركز الاحتياجات الخاصة - قسم الطالبات
- وحدة دراسات وأنشطة الطفولة
- مركز تأهيل طالبات التخصصات الإنسانية لسوق العمل
- كرسي الملك عبد الله للحسبة وتطبيقاتها المعاصرة
- كرسي الأمير سلطان بن عبد العزيز للدراسات الإسلامية المعاصرة
- كرسي المهندس عبد المحسن الدريس للسيرة النبوية ودراساتها المعاصرة
- برنامج الطلبة المتفوقين والموهوبين
- وحدة الابتكار والإبداع

### المجلات العلمية[4]
- مجلة الدراسات الإسلامية
- مجلة العلوم التربوية
- المجلة السعودية للتربية الخاصة
- مجلة رسالة التربية وعلم النفس
- مجلة آفاق (تربوية ونفسية)

## إدارة الكلية
- أ.د. عثمان بن محمد المنيع.[5]